# Alexandre V da Macedónia
Alexandre V (em grego: Ἀλέξανδρος; ? — 294 a.C.) foi rei da Macedônia (295 a.C. - 294 a.C.).

## Família
Seu pai, Cassandro, filho de Antípatro, foi responsável por exterminar os herdeiros de Alexandre, o Grande e iniciar o desmembramento do império de Alexandre ao se declarar rei da Macedônia, ao que os demais diádocos também se declararam reis das respectivas regiões; ele se casou com Tessalônica, filha de Filipe II. A mãe de Tessalônica era Nicesipolis,  esposa ou concubina tessália de Filipe, originária de Feras. Segundo Juniano Justino, Tessalônica da Macedônia, esposa de Cassandro, era filha de Filipe Arrideu.
Cassandro, rei da Macedónia, morreu durante a luta pela partilha do império de Alexandre, com Seleuco I Nicátor aliado a Demétrio Poliórcetes e Ptolemeu I Sóter aliado a Lisímaco; ele deixou seu filho Filipe IV como sucessor, e os generais passaram a cobiçar o seu reino. Segundo Eusébio de Cesareia, Cassandro foi sucedido por seus três filhos, Felipe IV, Alexandre V e Antípatro II, que reinaram por três anos e seis meses, do quarto ano da 120a olimpíada ao terceiro ano da 121a olimpíada.

## Reinado
Alexandre V se casou com Lisandra, filha de Ptolemeu I Sóter.
Dos filhos de Cassandro, Filipe IV, o mais velho, foi o primeiro a reinar, e morreu em Etaleia. Antípatro II, o filho mais novo, assassinou Tessalônica, que favorecia Alexandre V, e fugiu para Lisímaco.
Alexandre V, resolvido a vingar sua mãe, procurou a aliança de Demétrio Poliórcetes, filho de Antígono Monoftalmo, enquanto que Lisímaco, preocupado com Demétrio, convenceu Antípatro II, seu genro, a fazer as pazes com o irmão.
Demétrio tomou o trono da Macedónia, e convenceu os Macedónios de sua legitimidade, por ser mais experiente, por seu pai ter sido um general de Filipe e Alexandre, por Antípatro, avô de Antípatro II e Alexandre V, ter sido um governador muito cruel e por Cassandro ter exterminado a família real, não poupando nem mulheres nem crianças. Segundo Eusébio de Cesareia, Demétrio Poliórcetes matou Alexandre V.
Lisímaco, preocupado com a guerra com Doricetes, um rei da Trácia, fez a paz com Demétrio, abdicando da metade da Macedónia, que pertencia ao seu genro. Apesar de Antípatro II ser casado com uma filha de Lisímaco, Eurídice, este o executou, e colocou sua filha, que estava reclamando, na prisão.